# Sindicato dos Professores da Zona Sul
O Sindicato dos Professores da Zona Sul (SPZS) é um sindicato português membro da Federação Nacional dos Professores (FENPROF) e filiado na Confederação Nacional dos Trabalhadores Portugueses – Intersindical Nacional (CGTP-IN), é uma associação de educadores de infância e de professores de todos os graus de ensino, exercendo funções educativas ou de investigação, de técnicos de educação e de outros trabalhadores com funções pedagógicas.

## Âmbito geográfico
O Sindicato dos Professores da Zona Sul abrange:
- Os distritos de Beja, Évora, Faro e Portalegre;
- Os professores portugueses que, no estrangeiro, exerçam funções em regime de contrato ou de cooperação, enquanto vinculados ao Estado Português.

## Sede e delegações
O Sindicato dos Professores da Zona Sul tem a sua sede em Évora e delegações em Portalegre, Beja e Faro.

## Princípios fundamentais
O SPZS rege-se pelos seguintes princípios fundamentais:
1. O Sindicato dos Professores da Zona Sul fundamenta a sua acção sobre os princípios da liberdade, da democracia, da independência, da unidade, do sindicalismo de massas e sobre uma concepção ampla do sindicalismo docente.
2. O Sindicato dos Professores da Zona Sul define a liberdade sindical como o direito de todos os trabalhadores a se sindicalizarem, independentemente das suas opções políticas, credos religiosos ou convicções filosóficas.
3. O Sindicato dos Professores da Zona Sul define a democracia sindical como a garantia do direito de todos os associados participarem em todo o âmbito da actividade sindical, de apresentarem propostas, de as defenderem em condições de igualdade e de as votarem, a garantia do direito de eleger e ser eleito, de destituir os dirigentes sindicais e de exercer uma acção fiscalizadora sobre a actividade dos órgãos dirigentes do Sindicato, a garantia de que todas as decisões tomadas nas estruturas competentes são precedidas de um efectivo debate prévio clarificador das posições eventualmente em confronto e de que, uma vez aprovadas as decisões, a minoria acatará a decisão da maioria.
4. O Sindicato dos Professores da Zona Sul define a independência sindical como garantia da autonomia face ao Estado, às entidades patronais, aos partidos políticos e às organizações religiosas, da definição da sua orientação exclusivamente na base do funcionamento democrático dos órgãos estatutários do Sindicato.
5. O Sindicato dos Professores da Zona Sul define a unidade sindical como a expressão necessária da entidade de interesses fundamentais dentro de cada sector profissional e entre todos os trabalhadores. A unidade do Sindicato dos Professores da Zona Sul resulta do seu carácter de organização única, no interior da qual encontram simultaneamente expressão comum e autónoma todos os graus e sectores de ensino existentes na Zona Sul.
6. O Sindicato dos Professores da Zona Sul define o sindicalismo de massas como aquele que pratica uma mobilização activa generalizada e directa de todos os associados, através de adequadas medidas de organização e de informação.
7. O Sindicato dos Professores da Zona Sul define a concepção ampla do sindicalismo docente que adopta ma base de uma acção sindical que combina a luta reivindicativa diversificada e continuada com a organização de benefícios e vantagens de ordem social, profissional e de carácter cooperativo. A concepção ampla de sindicalismo docente fundamenta-se na ideia de que tudo o que diz respeito aos Professores deve encontrar lugar no seu Sindicato.

## Objectivos
Constituem objectivos do Sindicato dos Professores da Zona Sul:
- Defender, por todos os meios ao seu alcance, os direitos dos seus associados considerados individualmente ou como classe profissional;
- Promover, alargar e desenvolver a unidade e a acção comum dos Professores e suas organizações sindicais, designadamente integrar e participar na Federação Nacional de Professores;
- Organizar e compreender as iniciativas e as acções reivindicativas necessárias e adequadas para se melhorarem as condições de vida e de trabalho e a situação profissional dos seus associados;
- Criar condições conducentes ao debate colectivo e à definição de posições próprias dos Professores sobre as opções e problemas de fundo da política educativa, científica e cultural na perspectiva de um ensino democrático e de qualidade, nomeadamente organizando acções internas e mantendo uma informação sindical viva e actualizada;
- Promover, alargar e desenvolver a unidade e a actuação comum dos Professores com os restantes trabalhadores;
- Defender as liberdades democráticas e os direitos dos trabalhadores e das suas organizações;
- Defender a unidade, a independência, a democraticidade e o carácter de massas do movimento sindical português.

## Competências
Ao Sindicato dos Professores da Zona Sul compete, designadamente:
- Celebrar convenções coletivas de trabalho;
- Negociar a elaboração de legislação de trabalho, em especial aquela que seja aplicável aos seus associados, bem como todas as questões remuneratórias;
- Participar na definição prévia das Opções do Plano para a educação e o ensino, na definição das verbas respeitantes ao mesmo sector no Orçamento do Estado;
- Participar na definição e incremento da política educativa, científica e cultural e integrar, em nome dos seus associados, as estruturas que para o efeito se criem;
- Emitir pareceres sobre assuntos respeitantes ao seu âmbito de actividade, ou dos seus associados, por iniciativa própria ou a solicitação de outras organizações ou de organismos oficiais;
- Participar ao nível dos poderes central, regional e local na definição das questões relativas à estrutura e ao planeamento da rede escolar, das construções escolares, da acção social escolar e da integração da escola com a comunidade;
- Fiscalizar a aplicação das leis, instrumentos de regulamentação colectiva e demais regulamentos de trabalho e propor a correcção ou a revogação dos diplomas legais cujo conteúdo e aplicação contrariem os direitos, interesses ou aspirações dos seus associados;
- Intervir nos processos disciplinares instaurados aos associados pelas entidades patronais e em todos os casos de despedimento;
- Prestar assistência sindical, jurídica ou outras aos associados nos conflitos de relações de trabalho;
- Gerir e participar na gestão conjuntamente com outras associações sindicais das instituições de segurança social.